# Folga social
A folga social é observada quando, em uma atividade em grupo, um indivíduo exerce menor esforço para atingir os resultados desejados do que quando ele trabalha sozinho. Combinando com os outros integrantes desse grupo, o resultado pode ser menor do que o desempenho individual dos integrantes como um todo. As causas da folga social são explicadas pela falta de reconhecimento do esforço individual, se comparado ao esforço coletivo em um grupo; uma má distribuição de recompensas entre os membros do grupo; pode ser influenciada pela personalidade própria do indivíduo ou dos integrantes do grupo, e ainda por os objetivos pessoais dos integrantes diferirem do objetivo do grupo

## Causas[2]

### Fator pessoal
O fator pessoal refere-se ao fato de que um membro do grupo só consegue perceber a folga social de outros membros do grupo e nunca avalia de forma correta seu próprio desempenho.  É verificado que membros do grupo realizam atividades baseadas no esforço que outros membros empenham na atividade, ou seja, se o esforço dos outros membros do grupo for baixo, a tendência é que esse indivíduo também exerça um baixo esforço.

### Avaliação do desempenho individual em atividades
É a crença de que um supervisor ou autoridade está observando o desempenho individual dos membros do grupo. Dependendo da atividade e de sua complexidade, os esforços individuais podem se tornar indiscerníveis entre si, e, portanto, mais difíceis de ser avaliados ou verificados por um superior. Nesse caso, os indivíduos não podem mais demonstrar seus esforços individuais e serem recompensados por isso.

### Justiça na distribuição de recompensas
Nas atividades, podem existir recompensas por trabalhos individuais, de acordo com o desempenho dos integrantes. Uma recompensa pode ser considerada como injusta por outros membros do grupo que não a receberem, pois estes consideram que realizaram o mesmo nível de trabalho ou até mais do que o indivíduo recompensado, gerando uma desmotivação entre esses integrantes, fazendo-os terem um menor desempenho, pois pensam que o trabalho deles não é de importância.

### Personalidade dos integrantes do grupo
A personalidade de cada integrante de um grupo pode afetar o desempenho do grupo como um todo. Se não existirem restrições, indivíduos com personalidades mais fortes se colocarão em posições que sejam mais confortáveis para eles. O problema nascerá quando esses integrantes se utilizarem dessas posições ou de suas fortes personalidades para intimidar, dominar ou assediar outros membros do grupo, podendo fazer com que membros mais reservados do grupo tenham sua participação restringida por medo dessa dominação por parte de personalidades mais fortes.

### Objetivos individuais diferentes do grupo
Essa causa ocorre quando o objetivo individual do integrante do grupo difere-se das metas e objetivos do grupo. Todos os integrantes do grupo devem buscar alcançar um objetivo pré determinado em comum. Dependendo da personalidade e dos fatores pessoais de um membro do grupo, ele busca alcançar objetivos para interesse próprio, e não está interessado na meta que o grupo busca atingir. 

## Possíveis Soluções[1]

### Importância da atividade
Definir previamente a importância de trabalhar na atividade para obter os melhores resultados possíveis pode ajudar a diminuir a folga social, pois para os membros do grupo, saber que a atividade tem algum sentido, ou que ajude eles profissionalmente, a sociedade ou a empresa, pode ajudá-los a focar mais em resultados.

### Importância do grupo
Quando o grupo tem alguma importância para seus integrantes, os mesmos se sentem mais motivados para contribuir nas atividades desse grupo.

## Fatores Culturais
A cultura é um fator que influencia em atividades grupais, pois há uma diferença significativa em como o comportamento em grupo difere de uma cultura para outra, dependendo de seu modelo de sociedade, podendo ela ser mais voltada ao individualismo ou o coletivismo.

### Comparação entre aChinae osEstados Unidos da América[3]
Em uma pesquisa realizada por Christopher P. Earley, em 1989, com o intuito de provar que culturas coletivistas focavam mais nos esforços e feitos de grupos, e não dos indivíduos, foi conduzido um experimento que visava comparar duas culturas opostas, os Estados Unidos da América e a China. Na pesquisa, Earley formou dois grupos demograficamente semelhantes entre os dois países e os colocou lado a lado para se conhecerem (durante 3 a 5 semanas). Cada grupo recebeu a tarefa de realizar serviços semelhantes aos que realizavam em seus respectivos ambientes de trabalho. Ao final do teste, foi comprovado que os indivíduos com tendências mais individualistas obtiveram um pior resultado quando estavam trabalhando em grupo, já os coletivistas alcançaram um resultado relativamente melhor nessas atividades que requeriam um esforço grupal. O estudo comprovou que os pensamentos coletivistas e grupais reduzem a folga social.

### Coletivismo noJapão[4]
No Japão, o coletivismo é enraizado em suas origens históricas, pois é um país onde recursos naturais sempre foram escassos, com espaço disponível para plantações e construção de áreas habitacionais limitados, o que forçou a atividade em grupo para a sobrevivência de seus habitantes. O trabalho em grupo, a ideia do sacrifício individual para o bem do grupo, respeito aos mais velhos e de maior status social, dentre outros fatores culturais japoneses, se tornaram valores éticos e morais na cultura japonesa, o que influenciaram no crescimento da sociedade japonesa como um todo.